# Les Événements de Restigouche

Les Événements de Restigouche est un film documentaire réalisé en 1984 de la cinéaste Alanis Obomsawin qui rend compte, d'un point de vue contestataire, de deux rafles effectuées par la Sûreté du Québec en juin 1981 dans la réserve de Listuguj, appelée Restigouche à l'époque. Ce film dénonce les efforts du gouvernement québécois pour imposer de nouvelles restrictions aux pêcheurs de saumon micmacs. Les entrevues dans le film incluent l'ancien ministre des pêches, Lucien Lessard, qui avait ordonné les raids.
En plus du matériel documentaire et des interviews, le film comprend également un segment musical dans lequel found footage sur le cycle de vie du saumon est accompagné d'une chanson de Willie Dunn.

## Impact
Jeff Barnaby (en) cite ce film comme source d'inspiration : « Pour moi, ce documentaire a cristallisé l'idée que les films peuvent être une forme de contestation sociale... Tout a commencé là, avec ce film ».